# Hans Neuburg
Hans Neuburg (* 20. März 1904 in Grulich; † 24. Juni 1983 in Zürich) war ein im zu Österreich-Ungarn gehörenden Mähren geborener Schweizer Schriftsetzer bzw. Typograf und Industriegrafiker.

## Leben
Neuburg wuchs in Zürich auf, wo er eine kaufmännisch-technische Lehre bei Orell Füssli machte. Ab 1932 war er Reklamechef der Jean Haecky Import AG in Basel, ab 1936 hatte er sein eigenes Atelier für Industriegrafik in Zürich. Er war Redaktor verschiedener Grafikzeitschriften wie Camera, Neue Grafik sowie Kunstkritiker beim Tages-Anzeiger, der Neuen Zürcher Zeitung, der Tat und gestaltete grosse Ausstellungen in Prag, Zürich, Brüssel, Bern und Lausanne. 1963 war er Vizepräsident des Internationalen Graphikverbands Icograda. Neuburg begründete zusammen mit Richard Paul Lohse, Carlo Vivarelli und Josef Müller-Brockmann die konstruktivistisch orientierte Neue Schweizer Grafik.